# Железногорский, Григорий Абрамович
Григорий Абрамович Железногорский (настоящая фамилия — Айзенберг) (1896, Тараща, Киевская губерния — 22 сентября 1938, Киев) — украинский советский юрист, председатель Верховного Суда Украинской ССР (1934—1936), Генеральный прокурор Украинской ССР (1936—1937).

## Биография
После окончания в 1916 году гимназии в г. Белая Церковь работал учителем. Вступил в партию эсеров.
В 1917 возглавил её уездный комитет. С лета 1917 — член партии левых социалистов-революционеров, член исполнительного бюро советов Юго-Западного края и член Центральной Рады УНР (от советов рабочих и солдатских депутатов).
В 1918 — председатель Белоцерковской совета рабочих и солдатских депутатов. В 1919 вступил в КП(б) Украины.
С этого времени работал в органах юстиции. Был верховным следователем Украины, прокурором Харьковской губернии (1922—1925), Харьковского округа (1925—1926), в 1934 — помощник прокурора Украинской ССР по надзору за органами ГПУ.
С 17 июня 1934 по сентябрь 1936 — председатель Верховного Суда Украинской ССР.
С сентября 1936 по 20 июля 1937 — Генеральный прокурор УССР.
В течение 1930—1934 — член Особого совещания при коллегии ГПУ при СНК Украинской ССР. Имел непосредственное отношение к незаконным репрессиям.
В августе 1937 был уволен с работы и исключен из РКП (б), как «троцкист-двурушник».
Позже работал юрисконсультом Наркомата торговли, добился восстановления в партии, но 25 апреля 1938 был арестован. Обвинялся как активный участник левоэсеровской организации, который имел связь с правотроцкистами и входил в руководящее ядро правотроцкистского подполья на Украине. С 1934 года якобы имел связь с руководителем антисоветского подполья на Украине Косиором, по заданию которого проводил подрывную работу в органах прокуратуры и участвовал в подготовке террористического акта против Сталина, одновременно являясь агентом польских разведывательных органов.
22 сентября 1938 года приговорен к смертной казни. В ночь с 22 на 23 сентября 1938 Г. А. Железногорский был расстрелян в тюремном подвале в числе лиц, осужденных в этот день к высшей мере наказания. Его тело вывезено из тюрьмы и тайно захоронено той же ночью на территории 19-20 кварталов Днепровского лесничества в селе Быковня на окраине Киева.
Член комиссии по разработке Конституции УССР, делегат X—XII съездов КП (б) Украины.
Посмертно реабилитирован военной коллегией Верховного Совета СССР 24 декабря 1957.